# Edgard Tytgat
Edgard Tytgat (* 28. April 1879 in Brüssel; † 11. Januar 1957 in Woluwe-Saint-Lambert) war ein belgischer Maler und Illustrator.
Tytgat war anfänglich vom französischen Spätimpressionismus und von James Ensor beeinflusst. Später entwickelte er einen individuellen formvereinfachenden Stil. Tytgat schuf auch Holzschnittarbeiten. Seine Malerei war von Figurenszenen, Landschaften und Porträts geprägt.
Der Asteroid (19130) Tytgat wurde 2007 nach ihm benannt.
| Personendaten    | Personendaten                    |
| ---------------- | -------------------------------- |
| NAME             | Tytgat, Edgard                   |
| KURZBESCHREIBUNG | belgischer Maler und Illustrator |
| GEBURTSDATUM     | 28. April 1879                   |
| GEBURTSORT       | Brüssel                          |
| STERBEDATUM      | 11. Januar 1957                  |
| STERBEORT        | Woluwe-Saint-Lambert             |